# Liomys irroratus
Liomys irroratus är en däggdjursart som först beskrevs av Gray 1868.  Liomys irroratus ingår i släktet grästaggspringmöss och familjen påsmöss. IUCN kategoriserar arten globalt som livskraftig. Inga underarter finns listade i Catalogue of Life. Wilson & Reeder (2005) skiljer mellan 7 underarter.
Arten blir i genomsnitt 23,7 cm lång, inklusive en cirka 12 cm lång svans. Honor är med en vikt av 35 till 50 g lättare än hanar som väger 50 till 60 g. Den grova pälsen har på ovansidan en grå färg, ibland med rosa skugga. Undersidan är däremot vit. Svansen är brun på toppen och vitaktig på undersidan. Den är bara glest täckt med hår. Liksom hos andra medlemmar av samma släkte förekommer kindpåsar.
Denna gnagare lever i Mexiko och i södra Texas (USA). Habitatet utgörs av torra buskskogar.
Liomys irroratus äter främst frön som transporteras med hjälp av kindpåsarna till boet. Dessutom ingår några örter i födan. Arten är aktiv på natten och vilar på dagen i en underjordisk självgrävd hålighet. Ingången göms vanligen med löv och andra växtdelar. Vid brist på föda kan arten falla i ett stelt tillstånd (torpor).
Honor kan para sig hela året men de flesta ungar föds under kyligare månader. Per kull föds två till åtta ungar, vanligen fyra.